# وخلق الله امرأة (فلم 1956)
وخلق الله امرأة (بالفرنسية: Et Dieu ... créa la femme) هو فيلم درامي رومانسي فرنسي إنتاج عام 1956 من اخراج روجر فاديم في بدايته الإخراجية وبطولة بريجيت باردو. على الرغم من أنه ليس فيلمها الأول، إلا أنه عرف على نطاق واسع بأنه المحطة التي أطلقت منها بريجيت باردو إلى دائرة الضوء وخلقت شخصية سيكس كيتن ما اعطيها ضجة واسعة في تلك الفترة، عندما تم إصدار الفيلم في الولايات المتحدة بواسطة صور كينغسلي الدولية في العام 1957، فقد دفع حدود  تمثيل الجنس في السينما الأمريكية، وكانت معظم المطبوعات المتوفرة للفيلم تم تعديلها بشدة لتتوافق مع معايير الرقابة. ظهر فيلم جديد باللغة الإنجليزية بعنوان وخلق الله امرأة أخرجه فاديم وتم إصداره في العام 1988.

## ملخص
جولييت، فتاة الجميلة وشاعرية، تقلب القلوب في ميناء سان تروبيه التقليدي الصغير. فيما يتنافس ثلاثة رجال على حب هذا الشابة اليتيمة البالغة من العمر 18 عامًا والتي تتعطش للحرية بشدة وتخشى الغد.

## فريق التمثيل
- بريجيت باردو بدور جولييت هاردي
- كورد يورجنز دور إيريك كارادين
- جان لويس ترينتينانت دور ميشيل تارديو
- ماري جلوري بصفتها السيدة. تارديو
- جورج بوجولي بدور كريستيان تارديو
- كريستيان ماركواند مثل أنطوان تارديو
- جين ماروري بدور لوسيان
- جاكلين فينتورا بدور السيدة فيجير ليفرانك
- جاك سيركين بدور مدام موران
- جين تيسييه دور إم فيجيير لفرانك
- إيزابيل كون كسكرتيرة إيريك
- بول فيفر بدور م. مورين
- جاني موري ممثلاً عن دار الأيتام
- فيليب جرينير في دور بيري
- جان ليفبفر بدور الرجل الذي أراد الرقص
- ليوبولدو فرانسيس في دور الراقص
- جان توسكانو في دور رينيه